# Madawaska Highlands
Madawaska Highlands är ett berg i Kanada.   Det ligger i provinsen Ontario, i den sydöstra delen av landet, 150 km väster om huvudstaden Ottawa. Toppen på Madawaska Highlands är 314 meter över havet. Madawaska Highlands ligger vid sjön Garden Lake.
Terrängen runt Madawaska Highlands är platt västerut, men österut är den kuperad. Runt Madawaska Highlands är det mycket glesbefolkat, med 2 invånare per kvadratkilometer.. 
I omgivningarna runt Madawaska Highlands växer i huvudsak blandskog.